# Françoise Choay
Françoise Choay, geborene Weiss (* 29. März 1925 in Paris; † 8. Januar 2025 ebenda) war eine französische Architekturhistorikerin und Denkmalpflegerin. Sie war Professorin für städtebauliche und architektonische Theorie und Gestaltung an der Université Paris 1 Panthéon-Sorbonne und vorher an der Université Paris-VIII sowie dort 1971 Mitbegründerin des Institut français d’urbanisme (IFU), des französischen Städtebauinstituts – heute ein Teil der École d’urbanisme de Paris (EUP).

## Leben und Werk
Choay studierte Philosophie, bevor sie Kunstkritikerin wurde. In den 1950er Jahren arbeitete sie mit L’Observateur, L’Œil und Art de France zusammen. Im Jahr 1960 leitete sie die Pariser Niederlassung von Art international. Sie schrieb mehrere Werke zur Geschichte der Architektur und des Urbanismus, darunter eine Kritik des Werks von Le Corbusier, und dann eine kritische Anthologie zum Urbanismus: L’Urbanisme, utopies et réalités, erschienen 1965 bei Le Seuil. Dieses Buch bietet eine theoretische Grundlage für eine Ablehnung der im gaullistischen Frankreich der Zeit praktizierten Form von Stadtplanung.
In den 1970er Jahren wurde sie von Pierre Merlin, dem Gründer der städtebaulichen Abteilung der Universität von Vincennes (heute Universität Paris VIII), gebeten, dort zu unterrichten. Nach der Verteidigung ihrer Dissertation (Thèse d’État) über Leon Battista Alberti und räumliche Utopien (insbesondere Thomas Morus) im Jahr 1978 wurde sie dort Professorin und lehrte bis in die 1990er Jahre. In der Dissertation, die 1980 unter dem Titel La Règle et le Modèle. Sur la théorie de l’architecture et de l’urbanisme erschien, vertieft sie ihre frühere Analyse der utopischen Quellen des Städtebaus. Sie kontrastiert die von Alberti vertretene generische Art und Weise der Stadtplanung, die auf der Berücksichtigung von Bedürfnissen und auf generativen Regeln beruht, mit einer sterilen und entfremdenden Befolgung eines Modells. Die Stadtplanungen von Georges-Eugène Haussmann oder Ildefons Cerdà sind für Choay gelungene Beispiele für diese generative Stadtplanung, die auf aus den Bedürfnissen abgeleiteten Regeln (der Größe, der Straßengröße, der Verteilung der Grünflächen etc.) beruht.
Der 1994 veröffentlichte Artikel Le règne de l’urbain et la mort de la ville im Katalog der Ausstellung Ville, art et architecture en Europe, 1870–1993 im Centre Pompidou gilt als Meilenstein. Darin kritisiert sie eine Stadtentwicklung, die von technischen Netzen und deren Designern abhängig ist, was zu einem Verlust des menschlichen Maßstabs in der Stadtplanung führe.
Ihr Hauptwerk im Feld des Denkmalschutzes ist das 1992 erschienene Buch L’Allégorie du patrimoine (in deutscher Sprache unter dem Titel Das architektonische Erbe verlegt). Darin geht Choay der Frage nach, warum der Erhalt des historischen, architektonischen und urbanen Erbes ein globales Thema geworden ist. Vordergründige Erklärungen wie der Wert für Wissen und Kunst oder die touristische Attraktion hält sie für unzureichend. Sie verbindet den Erhalt des Kulturerbes stärker mit dem ursprünglichen Sinn des Begriffs Erbe und dessen Beziehung zu Geschichte, Erinnerung und Zeit. Sie stellt auch Exzesse des aktuellen Kult des Kulturerbes fest sowie die Verbindung zu einer Krise der Architektur und der Städte.
Im Jahr 1999 wurde sie zum Mitglied der Berliner Akademie der Künste gewählt. 2006 wurde sie als assoziiertes Mitglied in die Académie royale des Sciences, des Lettres et des Beaux-Arts de Belgique aufgenommen.
2007 schließlich erschien Pour une anthropologie de l’espace, in dem Choay die schon im Erbe-Buch entdeckte menschliche Eigenschaft: „die Fähigkeit des Bauens“, und die großen Einsätze, die diese Fähigkeit im Zeitalter der Globalisierung mit sich bringt, entwickelt. Für das Buch erhielt Choay im selben Jahr den französischen Architekturbuchpreis, der ihr von der Ministerin für Kultur und Kommunikation, Christine Albanel, verliehen wurde.
Françoise Choay starb am 8. Januar 2025 in Paris im Alter von 99 Jahren.

## Werke (Auswahl)
- L’Urbanisme, utopies et réalités – Une anthologie. Éditions du Seuil, Paris 1965, ISBN 2-02-005328-4.
- Essai sur l’évolution de l’espace urbain en France (= Espacements). Éditions du Seuil, 1969, ISSN 0338-8778.
- La Règle et le Modèle – Sur la théorie de l’architecture et de l’urbanisme. Éditions du Seuil, Paris 1980, ISBN 2-02-030027-3.
- Dictionnaire de l’urbanisme et de l’aménagement (= Quadrige dicos poche). 4. Auflage. Presses universitaires de France, Paris 2015, ISBN 978-2-13-057028-8 (Erstausgabe:  1988).
- L’Allégorie du patrimoine (= La couleur des idées). Éditions du Seuil, Paris 1992, ISBN 2-02-014392-5.

- deutsch Das architektonische Erbe. Vieweg+Teubner Verlag, Braunschweig 1997, ISBN 3-528-06109-X.

- Pour une anthropologie de l’espace (= La couleur des idées). Éditions du Seuil, Paris 2006, ISBN 2-02-082533-3.
- Alberti – humaniste et architecte (= D’art en question). Musée du Louvre et École nationale supérieure des Beaux-Arts, Paris 2006, ISBN 2-84056-211-1.
- Le patrimoine en questions – Anthologie pour un combat (= La couleur des idées). Éditions du Seuil, Paris 2009, ISBN 978-2-02-100494-6.
- Haussmann conservateur de Paris. Actes Sud, Arles 2013, ISBN 978-2-330-02221-1.